# Thomas Stanford
Thomas Stanford (Albuquerque, Estados Unidos, 1929 México, 2018) fue uno de los etnomusicólogos de mayor trascendencia en México. 
Descendiente de familia de pianistas, ha compilado un acervo con más de cinco mil grabaciones musicales de campo de música tradicional mexicana, además de haber producido intensas y originales investigaciones sobre el folclor mexicano en todo el territorio. Es miembro activo de la Sociedad de Etnomusicología, doctorado honoris causa de la Universidad Anáhuac del Sur, por sus trabajos de investigación; ha recibido medalla de reconocimiento de la XVIII Feria de Antropología e Historia, por su labor como maestro y profesor activo del INAH, de la ENAH y de otras universidades de los Estados Unidos. Recibió también la Medalla Mozart, en México.[cita requerida]